# Nigol Andresen

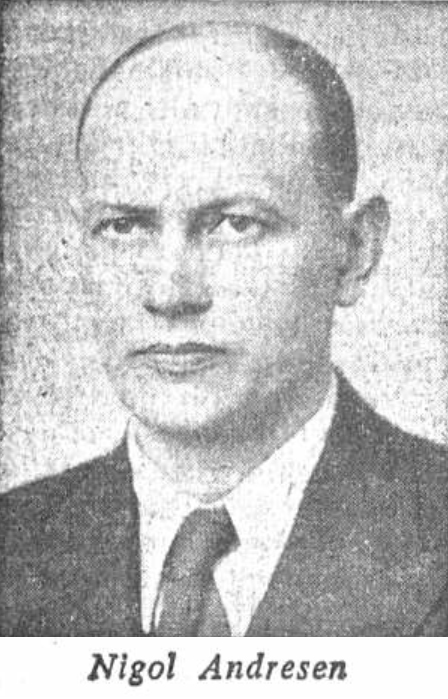
Nigol Andresen (1941)

Nigol Andresen (mit bürgerlichem Namen Nikolai Andresen, Pseudonym Ormi Arp; * 20. Septemberjul. / 2. Oktober 1899greg. in Vanamõisa, Gemeinde Haljala; † 24. Februar 1985 in Tartu) war ein estnischer Literaturwissenschaftler, Kritiker, Übersetzer, Dichter und Politiker.

## Leben
Andresen besuchte nach der Schulausbildung von 1914 bis 1918 das Lehrerseminar in Rakvere, das er als ausgebildeter Estnisch-Lehrer verließ. Anschließend war er von 1918 bis 1932 an verschiedenen nordestnischen Gymnasien im Schuldienst. Dann wurde er jedoch aus politischen Gründen wegen seiner Mitgliedschaft in der Estnischen Sozialdemokratischen Arbeiterpartei aus dem Schuldienst entlassen. Im gleichen Jahr wurde er ins estnische Parlament gewählt, dem er formal bis 1937 angehörte. Da das Parlament aber mit dem Staatsstreich vom 12. März 1934 von Konstantin Päts aufgelöst wurde, war er praktisch nur zwei Jahre Abgeordneter.
Ebenfalls 1934 wurde Andresen wegen seiner Kontakte zur kommunistischen Partei aus der Sozialdemokratischen Arbeiterpartei ausgeschlossen. Er war danach Gewerkschaftssekretär und wurde nach der Sowjetisierung 1940 ein Befürworter des neuen Systems. Im Kabinett Vares war er einen guten Monat lang Außenminister.
Bei Ausbruch des Deutsch-Sowjetischen Krieges 1941 ging er in die Sowjetunion und lebte in Moskau. Nach der Rückkehr nach Estland war er von 1946 bis 1949 Abgeordneter im Obersten Sowjet der Estnischen Sozialistischen Sowjetrepublik. Auf dem berüchtigten achten Plenum der estnischen KP vom März 1950 fiel er jedoch in Ungnade und wurde inhaftiert. Erst 1955 wurde er aus der Haft entlassen.
Von nun an engagierte er sich nicht mehr politisch, sondern widmete sich ausschließlich seinen literarischen Studien. 1980 war er ein Befürworter des Briefs der Vierzig, unterzeichnet ihn aber nicht mit der folgenden Begründung: „Ich bin ein alter Mann, ich habe noch Hoffnung auf drei Jahre, und die möchte ich weder im Gefängnis noch in der Irrenanstalt verbringen.“.
Nigol Andresen starb in Tartu, ist aber auf dem Waldfriedhof Tallinn begraben.

## Werk
Andresen publizierte vor dem Zweiten Weltkrieg vornehmlich in Sammelbänden politische Artikel. Ferner übersetzte er Klassiker des Sozialismus wie Karl Marx und Friedrich Engels. In dieser Phase veröffentlichte er jedoch auch seine ersten Gedichte und Kritiken in Looming. Seinen einzigen Gedichtband publizierte er 1927 unter dem Pseudonym Ormi Arp. Hierin werden „vom Standpunkt der kommunistischen Ideologie her verschiedene Kontinente und Staaten“ beschrieben.
Nach dem Krieg trat Andresen mit wichtigen Monografien zu zeitgenössischen Schriftstellern in Erscheinung. Außerdem wirkte er als Herausgeber und schrieb häufig Einleitungen und Vorworte. Zu einigen literaturgeschichtlichen Detailfragen legte er profunde Studien vor. Schließlich fertigte er Übersetzungen aus dem Dänischen, Deutschen, Finnischen, Französischen, Russischen und Schwedischen an.

## Bibliografie

### Monografien
- Gloobus. Tartu: Aktsioon 1927. 31 S.
- Karl Marx. Tallinn: Eesti Noorsotsiallistlik Liit 1933. 24 S.
- Mihkel Martna. Eluloolisi jooni. Tallinn: Sõprus 1935. 103 S.
- Mihkel Martna. Eesti sotsialistliku liikumise isa. Tallinn: Koolikooperatiiv 1936. 48 S.
- Uue arengu poole Eesti töölisliikumises. Tallinn: Sõprus 1937. 30 S.
- Uusaegsed vandaalid. Moskva: ENSV Riiklik Kirjastus 1943. 36 S.
- Kas võõras maa saab asendada kodumaad. Tallinn: Eesti Riiklik Kirjastus 1959. 20 S.
- August Bachmann ja Hommikteater. Tallinn: ENSV Teatriühing 1966. 115 S.
- Eesti NSV teeneline kunstitegelane Leo Kalmet. Tallinn: Eesti Raamat 1966. 19 S.
- Friedebert Tuglas. Tallinn: Eesti Raamat 1968. 162 S. (Eesti kirjamehi)
- Hilda Gleser. Tallinn: Eesti Raamat 1971. 104 S.
- Inimesi ja raamatuid. Tallinn: Eesti Raamat 1973. 231 S.
- Paul Kuusberg. Tallinn: Eesti Raamat 1976. 130 S. (Eesti kirjamehi)
- Terendusi. Uurimusi ja artikleid. Tallinn: Eesti Raamat 1979. 323 S.
- Hommikust keskööni. Tallinn: Eesti Raamat 1982. 142 S.
- Suits ja tuli. Uurimusi ja artikleid. Tallinn: Eesti Raamat 1983. 337 S.

### Artikel (Auswahl)
- Juhan Sütiste, in: Looming 3/1945, S. 328–338.
- Johannes Barbarus, in: Looming 12/1946, S. 1287–1295.
- Eduard Vilde «Mäeküla piimamehe» mõistmiseks, in: Looming 4/1947, S. 437–462.
- Eduard Vilde «Mahtra sõda», in: Looming 10-11/1947, S. 1342–1364.
- Johannes R. Becher eesti lugejate ees, in: Looming 10/1958, S. 1599–1606.
- Maksim Gorki ja Eesti, in: Looming 7/1959, S. 1077–1096; 8/1961, S. 1227–1245.
- Johannes Semper väliskirjanduse tõlkijana, uurijana ja tutvustajana, in: Keel ja Kirjandus 3/1962, S. 140–150.
- Häitsmemees ja hämariklased. Gustav Suitsu luulest 1920-ndate aastate algul, in: Keel ja Kirjandus 9/1964, S. 527–542.
- Uue kirjandusliku epohhi algusest Eestis, in: Keel ja Kirjandus 9/1968, S. 513–522; 10/1968, S. 597–602.
- Ääremärkusi «Eesti kirjanduse ajaloo» III köitele, in: Keel ja Kirjandus 10/1969, S. 632–634.
- Noor-Eesti ja keeleunendus, in: Looming 9/1970, S. 1421–1429.
- Marie Under eesti luule üldpildis, in: Looming 3/1973, S. 502–509.
- Eino Leino hinnanguid eesti kirjandusele, in: Keel ja Kirjandus 10/1975, S. 616–619.
- Üle rusu. Märkmeid Gustav Suitsu 1940.-1941. aasta luuleainete küpsemisest, in: Looming 1/1988, S. 109–119.